# Вулиця Захисників України (Умань)
Ву́лиця Захисників України — вулиця в Умані.

## Розташування
Починається від Площі Перемоги на півночі міста. 

## Опис
Єдина в Умані вулиця, що займає цілий мікрорайон «ДОСи». Вулиці асфальтовані, не широкі, по одній смузі руху в кожен бік. У радянські часи тут жили військовослужбовці військових частин поблизу.

## Будівлі
По вулиці розташовані триповерхові, чотириповерхові, п'яти та дев'ятиповерхові будинки, магазини та продуктові бази.
| Умань | Це незавершена стаття про Умань. Ви можете допомогти проєкту, виправивши або дописавши її. |